# كأس التحدي الآسيوي 2012
كان كأس التحدي الآسيوي 2012 هو النسخة الرابعة من البطولة، وهي مسابقة دولية لكرة القدم للدول الأعضاء في الاتحاد الآسيوي لكرة القدم التي تصنف بصورة رئيسية على أنها «بلدان ناشئة» في برنامج رؤية آسيا الذي لم يعد له وجود. وقد عقدت في نيبال في الفترة من 8 إلى 19 مارس 2012. وخلافاً لما حدث في الطبعات السابقة من البطولة، لم يكن هناك متأهلين تلقائيا. ولذلك، كان يتعين على بطل 2010 كوريا الشمالية، وتركمانستان الوصيفة، وطاجيكستان التي حلت في المركز الثالث، أن يسيروا في مرحلة التأهيل من أجل العودة إلى النهائيات. نجحت كوريا الشمالية في الدفاع عن لقبها وتأهلها لكأس آسيا 2015.

## المضيف
أعربت المالديف ونيبال وفلسطين عن رغبتها في تقديم عطاءات لاستضافة البطولة. وكان من المقرر أن يتخذ الاتحاد الآسيوي لكرة القدم قراراً بشأن البلد الذي سيستضيف في 14 يونيو 2011، لكنه أُرجئ إلى اجتماع اللجنة التنفيذية للاتحاد الآسيوي في 29 يوليو 2011. وقررت اللجنة أن تؤيد نيبال بوصفها مضيفة كأس التحدي الآسيوي 2012.

## الملاعب
| كاتماندو               | كاتماندو     |
| ---------------------- | ------------ |
| ملعب داسارات رانغاسالا | ملعب هالتشوك |
| السعة: 17,800          | السعة: 3,500 |
|                        |              |

## مرحلة التأهيل
وقد شهدت مرحلة التأهيل تنافس 20 من الرابطات الأعضاء المؤهلة.
- ضيقت الجولة الأولية من التأهل الأولي (الذهاب والإياب) النطاق إلى 16 فريقا.
- تتألف الجولة النهائية للتأهيل من أربع مجموعات تتألف كل منها من أربعة فرق مع تأهل الفائزين في المجموعة ومن يليهم.
- فقط الفرق الثمانية التي تأهلت لنهائيات البطولة سمح لها بالمزايدة على الاستضافة.

### الدول المتأهلة
- فلسطين – فائز بالمجموعة الأولى للتأهل
- الفلبين – وصيف بالمجموعة الأولى للتأهل
- الهند – فائز بالمجموعة الثانية للتأهل
- تركمانستان – وصيف بالمجموعة الثانية للتأهل
- المالديف – فائز بالمجموعة الثانية للتأهل
- طاجيكستان – وصيف بالمجموعة الثالثة للتأهل
- كوريا الشمالية – فائز بالمجموعة الرابعة للتأهل
- نيبال – وصيف بالمجموعة الرابعة للتأهل

## القرعة
أقيمت القرعة للبطولة النهائية في 1 ديسمبر 2011 في فندق سوالتي كراون بلازا في كاتماندو، نيبال.

## الفرق
كان يمكن لكل فريق تسمية فريق من 23 لاعبا.

## مرحلة المجموعات
جميع الأوقات هي وقت نيبال القياسي - توقيت عالمي منسق+5:45
معايير كسر التعادل
تصنف الفرق وفقا للنقاط (3 نقاط للفوز، ونقطة واحدة للتعادل، و0 نقطة للخسارة)، وقواعد الترجيح في الترتيب التالي:
1. عدد أكبر من النقاط التي تم الحصول عليها في المجموعة من الفرق بين الفرق المعنية؛
2. فارق الأهداف الناتج عن مباريات المجموعة بين الفرق المعنية؛
3. تسجيل عدد أكبر من الأهداف في مباريات المجموعة بين الفرق المعنية؛
4. فارق الاهداف في كل مباريات المجموعة؛
5. تسجيل عدد أكبر من الأهداف في جميع مباريات المجموعة؛
6. ركلات من علامة الجزاء إذا كان الأمر يتعلق بفريقين فقط، وهما موجودان في مجال اللعب؛
7. عدد أقل من الدرجات المحسوبة وفقا لعدد البطاقات الصفراء والبطاقات الحمراء الواردة في المجموعة؛ (نقطة واحدة لكل بطاقة صفراء، و 3 نقاط لكل بطاقة حمراء نتيجة لبطاقتين صفراء، و 3 نقاط لكل بطاقة حمراء مباشرة، و 4 نقاط لكل بطاقة صفراء يتبعها بطاقة حمراء مباشرة)
8. سحب القرعة.

### المجموعة الأولى
| م | الفريق     | لعب | ف | ت | خ | أ.له | أ.ع | أ.ف | نقاط | التأهل                      |
| - | ---------- | --- | - | - | - | ---- | --- | --- | ---- | --------------------------- |
| 1 | تركمانستان | 3   | 2 | 1 | 0 | 6    | 1   | +5  | 7    | تقدم إلى مرحلة خروج المغلوب |
| 2 | فلسطين     | 3   | 2 | 1 | 0 | 4    | 0   | +4  | 7    | تقدم إلى مرحلة خروج المغلوب |
| 3 | المالديف   | 3   | 1 | 0 | 2 | 2    | 5   | −3  | 3    |                             |
| 4 | نيبال      | 3   | 0 | 0 | 3 | 0    | 6   | −6  | 0    |                             |

| تركمانستان                                 | 3–1   | المالديف      |
| ------------------------------------------ | ----- | ------------- |
| - مينغازوف 33' - جونكاييف 78' - أمانوف 85' | تقرير | - أدهوهام 20' |

| نيبال | 0–2   | فلسطين               |
| ----- | ----- | -------------------- |
|       | تقرير | - عطية 4' - عتال 65' |

| فلسطين | 0–0   | تركمانستان |
| ------ | ----- | ---------- |
|        | تقرير |            |

| المالديف   | 1–0   | نيبال |
| ---------- | ----- | ----- |
| - رشيد 51' | تقرير |       |

| نيبال | 0–3   | تركمانستان                                           |
| ----- | ----- | ---------------------------------------------------- |
|       | تقرير | - تاغاييف 7' - ماهارجان 79' (هـ.ذ.) - هانغيلدييف 89' |

| المالديف | 0–2   | فلسطين                   |
| -------- | ----- | ------------------------ |
|          | تقرير | - وادي 59' - نعمان 90+4' |

### المجموعة الثانية
| م | الفريق         | لعب | ف | ت | خ | أ.له | أ.ع | أ.ف | نقاط | التأهل                      |
| - | -------------- | --- | - | - | - | ---- | --- | --- | ---- | --------------------------- |
| 1 | كوريا الشمالية | 3   | 3 | 0 | 0 | 8    | 0   | +8  | 9    | تقدم إلى مرحلة خروج المغلوب |
| 2 | الفلبين        | 3   | 2 | 0 | 1 | 4    | 3   | +1  | 6    | تقدم إلى مرحلة خروج المغلوب |
| 3 | طاجيكستان      | 3   | 1 | 0 | 2 | 3    | 4   | −1  | 3    |                             |
| 4 | الهند          | 3   | 0 | 0 | 3 | 0    | 8   | −8  | 0    |                             |

| كوريا الشمالية                               | 2–0   | الفلبين |
| -------------------------------------------- | ----- | ------- |
| - باك نام-تشول الأول 58' - جانغ كوك-تشول 70' | تقرير |         |

| الهند | 0–2   | طاجيكستان                       |
| ----- | ----- | ------------------------------- |
|       | تقرير | - خامروكولوف 61' - دافرونوف 66' |

| طاجيكستان | 0–2   | كوريا الشمالية                              |
| --------- | ----- | ------------------------------------------- |
|           | تقرير | - باك نام-تشول الأول 4' - جانغ كوك-تشول 86' |

| الفلبين                  | 2–0   | الهند |
| ------------------------ | ----- | ----- |
| - ف. يونغهازبند 10'، 73' | تقرير |       |

| كوريا الشمالية                                                                     | 4–0   | الهند |
| ---------------------------------------------------------------------------------- | ----- | ----- |
| - جون كوانغ إك 3' - ري كوانغ هيوك 34' - باك نام-تشول الأول 59' - ري تشول ميونغ 70' | تقرير |       |

| طاجيكستان        | 1–2   | الفلبين                             |
| ---------------- | ----- | ----------------------------------- |
| - نيغماتوف 45+1' | تقرير | - ف. يونغهازبند 54' - أ. غيرادو 80' |

## مرحلة خروج المغلوب
|  | نصف النهائي        | نصف النهائي    |                      |   | النهائي | النهائي |
|  |                    |                |                      |   |         |         |
|  | 16 مارس — كاتماندو |                |                      |   |         |         |
|  |                    |                |                      |   |         |         |
|  | تركمانستان         | 3              |                      |   |         |         |
|  | تركمانستان         | 3              | 19 مارس — كاتماندو   |   |         |         |
|  | الفلبين            | 1              |                      |   |         |         |
|  | الفلبين            | 1              | تركمانستان           | 1 |         |         |
|  | 16 مارس — كاتماندو |                | تركمانستان           | 1 |         |         |
|  |                    | كوريا الشمالية | 2                    |   |         |         |
|  | كوريا الشمالية     | كوريا الشمالية | 2                    | 2 |         |         |
|  | كوريا الشمالية     |                |                      | 2 |         |         |
|  | فلسطين             | 0              |                      |   |         |         |
|  | فلسطين             | 0              | مباراة المركز الثالث |   |         |         |
|  |                    |                |                      |   |         |         |
|  | 19 مارس — كاتماندو |                |                      |   |         |         |
|  |                    |                |                      |   |         |         |
|  | الفلبين            | 4              |                      |   |         |         |
|  | الفلبين            | 4              |                      |   |         |         |
|  | فلسطين             | 3              |                      |   |         |         |

### نصف النهائي
| تركمانستان                  | 2–1   | الفلبين             |
| --------------------------- | ----- | ------------------- |
| - أمانوف 80' - جونكاييف 86' | تقرير | - ف. يونغهازبند 25' |

| كوريا الشمالية             | 2–0   | فلسطين |
| -------------------------- | ----- | ------ |
| - باك كوانغ-ريونغ 42'، 68' | تقرير |        |

### مباراة المركز الثالث
| الفلبين                                                        | 4–3   | فلسطين                         |
| -------------------------------------------------------------- | ----- | ------------------------------ |
| - ف. يونغهازبند 4'، 25' (ر.ج.) - أ. غيرادو 42' - خ. غيرادو 69' | تقرير | - أبو حبيب 21'، 67' - عتال 78' |

### النهائي
| تركمانستان     | 1–2   | كوريا الشمالية                                  |
| -------------- | ----- | ----------------------------------------------- |
| - شاميرادوف 2' | تقرير | - جونغ إيل-غوان 36' - جانغ سونغ-هيوك 87' (ركل.) |

| تركمانستان | كوريا الشمالية |

| GK                 | 1  | رحمانبردي أليهانوف |       |     |
| DF                 | 12 | سيردار أنو أورزو   | 11'   | 64' |
| DF                 | 18 | شهرت سويونوف       | 90+4' |     |
| DF                 | 19 | أحمد أتاييف        | 58'   |     |
| DF                 | 23 | دافيد ساركيسوف     | 86'   |     |
| DF                 | 34 | اكميرات جومانازارو |       |     |
| MF                 | 8  | باغتيار خوجاأحمدوف |       |     |
| MF                 | 26 | إلمان تاغاييف      |       | 42' |
| MF                 | 30 | أوميجان أستانوف    |       |     |
| FW                 | 7  | بردي شاميرادوف (ك) |       |     |
| FW                 | 22 | غوانج أبيلوف       |       | 54' |
| التبديلات:         |    |                    |       |     |
| MF                 | 6  | روسلان مينغازوف    |       | 42' |
| FW                 | 17 | أرسلانميرات أمانوف |       | 54' |
| DF                 | 14 | غوانج رجبوف        |       | 64' |
| المدير الفني:      |    |                    |       |     |
| يازغولي خوجاغلدييف |    |                    |       |     |

| GK            | 1  | ري ميونغ غك         |       |       |
| DF            | 5  | ري كوانغ تشون (ك)   |       |       |
| DF            | 12 | جون كوانغ إك        | 90+3' |       |
| DF            | 14 | باك نام-شول الثاني  |       |       |
| DF            | 19 | جانغ كوك-تشول       |       | 53'   |
| DF            | 20 | ري كوانغ هيوك       |       |       |
| MF            | 4  | باك نام-تشول الأول  |       |       |
| MF            | 8  | ري تشول ميونغ       |       |       |
| MF            | 17 | أن يونغ هاك         |       | 73'   |
| FW            | 10 | باك كوانغ-ريونغ     |       | 90+2' |
| FW            | 11 | جونغ إيل-غوان       | 62'   |       |
| التبديلات:    |    |                     |       |       |
| FW            | 25 | كيم جو-سونغ         |       | 53'   |
| DF            | 23 | جانغ سونغ-هيوك      |       | 73'   |
| MF            | 22 | باك سونغ-تشول الأول |       | 90+2' |
| المدير الفني: |    |                     |       |       |
| يون جونغ-سو   |    |                     |       |       |

| رجل المباراة: الحكام المساعدون: أزمان بن إسماعيل (ماليزيا) حمود السهلي (الكويت) الحكم الرابع: يوسف المرزوق (الكويت) |

## الإحصاءات

### الفائز
| بطل كأس التحدي الآسيوي 2012      |
| -------------------------------- |
| · كوريا الشمالية · للمرة الثانية |

### الجوائز الفردية
قدمت الجوائز التالية بالنسبة لكأس التحدي الآسيوي 2012:
| جائزة اللعب النظيف | جائزة اللعب النظيف | جائزة اللعب النظيف | الحذاء الذهبي  | الحذاء الذهبي  | الحذاء الذهبي  | اللاعب الأكثر قيمة | اللاعب الأكثر قيمة | اللاعب الأكثر قيمة |
| ------------------ | ------------------ | ------------------ | -------------- | -------------- | -------------- | ------------------ | ------------------ | ------------------ |
| كوريا الشمالية     | كوريا الشمالية     | كوريا الشمالية     | فيل يونغهازبند | فيل يونغهازبند | فيل يونغهازبند | باك نام-تشول       | باك نام-تشول       | باك نام-تشول       |

### فريق البطولة
فريق البطولة – فريق الأحلام في تشكيل 4-4-2.
- حارس المرمى:  ري ميونغ غك
- المدافعون:  ري كوانغ هيوك،  شهرت سويونوف،  خالد مهدي،  جون كوانغ إك
- لاعبو خط الوسط:  أرسلانميرات أمانوف،  غوانج رجبوف،  باك نام-تشول،  جونغ إيل-غوان
- المهاجمون:  باك كوانغ-ريونغ،  فيل يونغهازبند
- المدرب:  يون جونغ-سو (كوريا الشمالية)

### الهدافون
عدد الأهداف المُسجلة  42 هدفًا  في 16 مباراة، بمتوسط 2.63 هدفًا في المباراة الواحدة.
6 أهداف
- فيل يونغهازبند

3 أهداف
- باك نام-تشول الأول

هدفان
- جانغ كوك-تشول
- باك كوانغ-ريونغ
- عبد الحميد أبو حبيب
- فهد عتال
- أنخيل غيرادو
- أرسلانميرات أمانوف
- قهرمانبردي جونكاييف

هدف
- جانغ سونغ-هيوك
- جون كوانغ إك
- جونغ إيل-غوان
- ري تشول ميونغ
- ري كوانغ هيوك
- حسان أدهوهام
- محمد رشيد
- علاء عطية
- أشرف نعمان
- حسام وادي
- خوان لويس غيرادو
- نور الدين دافرونوف
- أكثم خامراكولوف
- أليكسي نيغماتوف
- غوانج هانغيلدييف
- روسلان مينغازوف
- بردي شاميرادوف
- إلمان تاغاييف

هدف ذاتي
- براج ماهارجان (لعب ضد تركمانستان)

### ترتيب فرق ما بعد البطولة
وفقا للعرف الإحصائي في كرة القدم، فإن المباريات التي تقرر في الوقت الإضافي تحسب على أنها مكاسب وخسائر، في حين أن المباريات التي تقررها ركلات الجزاء الترجيحية تحسب كتعادلات.
| م | الفريق         | لعب | ف | ت | خ | أ.له | أ.ع | أ.ف | نقاط | النتيجة النهائية                 |
| - | -------------- | --- | - | - | - | ---- | --- | --- | ---- | -------------------------------- |
| 1 | كوريا الشمالية | 5   | 5 | 0 | 0 | 12   | 1   | +11 | 15   | البطل                            |
| 2 | تركمانستان     | 5   | 3 | 1 | 1 | 9    | 4   | +5  | 10   | الوصيف                           |
| 3 | الفلبين        | 5   | 3 | 0 | 2 | 9    | 8   | +1  | 9    | المركز الثالث                    |
| 4 | فلسطين         | 5   | 2 | 1 | 2 | 7    | 6   | +1  | 7    | المركز الرابع                    |
| 5 | طاجيكستان      | 3   | 1 | 0 | 2 | 3    | 4   | −1  | 3    | انتهت مشاركته من مرحلة المجموعات |
| 6 | المالديف       | 3   | 1 | 0 | 2 | 2    | 5   | −3  | 3    | انتهت مشاركته من مرحلة المجموعات |
| 7 | نيبال          | 3   | 0 | 0 | 3 | 0    | 6   | −6  | 0    | انتهت مشاركته من مرحلة المجموعات |
| 8 | الهند          | 3   | 0 | 0 | 3 | 0    | 8   | −8  | 0    | انتهت مشاركته من مرحلة المجموعات |

## وصلات خارجية
- كأس التحدي الآسيوي